# Dockenhuden
Koordinaten: 53° 33′ 42″ N, 9° 49′ 13″ O
Dockenhuden war eine eigenständige holsteinische Gemeinde, ist heute ein Stadtviertel von Hamburg im Bezirk Altona und gehört dort zu den Stadtteilen Blankenese, Iserbrook und Nienstedten. In Dockenhuden liegen unter anderem der Hirschpark und die Führungsakademie der Bundeswehr.

## Geschichte

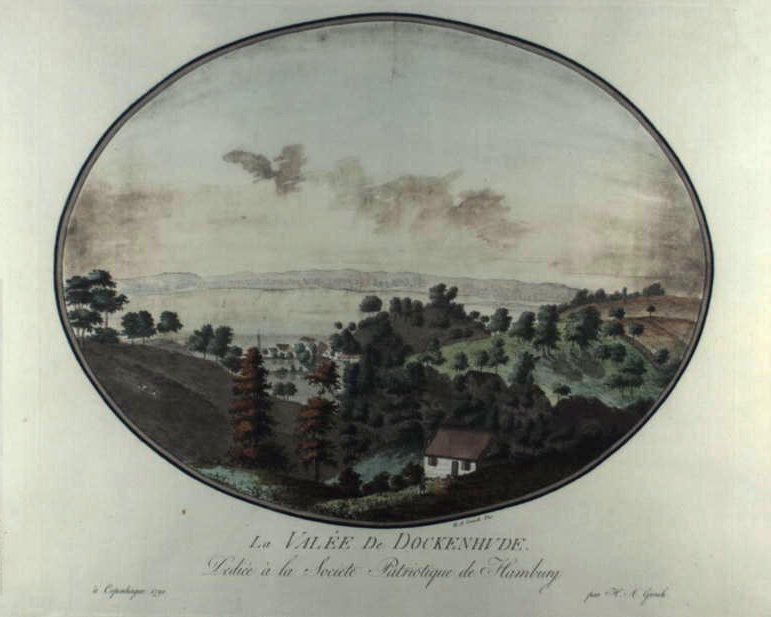
La Valée de Dockenhude, kolorierter Kupferstich von Heinrich August Grosch, 1792

Erstmals wurde Dockenhuden in Urkunden aus den Jahren 1219/20 genannt, wo die Abgaben an die Kirche beschrieben wurden. Dockenhuden war früher eine Gemeinde im Kreis Pinneberg der preußischen Provinz Schleswig-Holstein und wurde am 19. März 1919 mit der Nachbargemeinde Blankenese zusammengelegt. Blankenese wurde 1927 in die damalige kreisfreie Stadt Altona eingemeindet; Altona wiederum gehört seit 1937 zu Hamburg.

## Einwohner
Einwohnerzahlen für Dockenhuden:
| Jahr | Einwohner | |
| ---- | --------- | --- |
| 1841 | 573       | Dorf Dockenhuden |
| 1867 | 852       | Landgemeinde Dockenhuden |
| 1871 | 864       | Landgemeinde Dockenhuden |
| 1875 | 919       | Landgemeinde Dockenhuden |
| 1880 | 983       | Landgemeinde Dockenhuden |
| 1885 | 964       | Landgemeinde Dockenhuden |
| 1890 | 1321      | Landgemeinde Dockenhuden |
| 1895 | 1941      | Landgemeinde Dockenhuden |
| 1900 | 2685      | Landgemeinde Dockenhuden |
| 1905 | 3634      | Landgemeinde Dockenhuden |
| 1910 | 5014      | Landgemeinde Dockenhuden |
| 1914 | 5810      | Landgemeinde Dockenhuden mit Mühlenberg, Iserbrook, Krähenberg mit Villenanlage Fernsicht, Schierenholt und Schützenhof und Teil von Hochkamp und Marienhöhe |

## Vereine
Vereine mit Bezug zu Dockenhuden sind
- Dockenhudener Turnerschaft von 1896 e. V. – Der Verein wurde am 9. Oktober 1896 in Dockenhuden gegründet.[6][7]
- FTSV Komet Blankenese von 1907 e. V. – Der Sportverein geht auf den Arbeitersportverein Freie Turnerschaft Blankenese-Dockenhuden zurück, der am 7. Mai 1907 in Dockenhuden gegründet wurde. Der Sportplatz des Vereins befindet sich an der Simrockstraße und Schenefelder Landstraße auf ehemals Dockenhudener Gebiet und heißt Sportplatz Dockenhuden.

## Schiffsnamen
Nach Dockenhuden wurden einige Schiffe benannt:
- Die Bark Dockenhuden der Reederei Joh. Ces. Godeffroy & Sohn, die 1853 bei Australien gestrandet ist.
- Das Dampfschiff Dockenhuden der Reederei Robert Bornhofen KG.[8]
- Das Fahrgastschiff Dockenhuden (jetzt Spree Athen) der Reederei Riedel, das 1949 auf der Renck-Werft in Hamburg gebaut wurde.[9]

## Persönlichkeiten
- Hugo Grotius (1583–1645), Philosoph und Aufklärer, hielt sich 1632 auf seiner Flucht in Dockenhuden auf.[10]
- Carl Ludwig Thierry (1766–1827), Kaufmann, starb in Dockenhuden.
- Johann Ludwig Thierry (1792–1847), Hamburger Kaufmann, starb in Dockenhuden.
- Johan Cesar Godeffroy (1813–1885), Kaufmann und Reeder, besaß hier das Landhaus J. C. Godeffroy und lebte die letzten fünf Jahre seines Lebens ständig in Dockenhuden.
- Gustav Godeffroy (1817–1893), Kaufmann und Hamburger Senator, besaß hier das Landhaus „Beausite“ und starb in Dockenhuden.
- Albert Winkler (1854–1901), Architekt, starb in Dockenhuden.
- Edmund Hoppe (1854–1928), Historiker der Mathematik und der Naturwissenschaften, wohnte in Dockenhuden.[11]
- Ernst Scharstein (1877–1961), Maler, wohnte in Dockenhuden.
- Hans Henny Jahnn (1894–1959), Schriftsteller und Publizist, lebte von 1950 bis zu seinem Tod im heutigen Gasthaus Witthüs im Hirschpark in Dockenhuden.
- Lore Feldberg-Eber (1895–1966), Malerin, wohnte mit ihrem Mann und ihren Töchtern vor ihrer Emigration in Dockenhuden.[12]
- Maria Elisabeth Vogel (1746–1810), Malerin, wohnte seit den 1790er Jahren die Sommermonate über in Dockenhuden.